# Ahmed Aboutaleb
Ahmed Aboutaleb (arabiska: أحمد أبو طالب  , berberspråk: ⴰⵃⵎⴻⴷ ⴰⴱⵓⵟⴰⵍⴻⴱ), född 29 augusti 1961 i Beni Sidel (Marocko), är en nederländsk politiker i det socialdemokratiska Arbetarpartiet (PvdA). Sedan 5 januari 2009 är han Rotterdams borgmästare.
Han var kommunalråd av Amsterdam från 2004 till 2007 och då statssekreterare för sociala frågor och arbetsmarknad från 22 februari 2007 till 12 december 2008 i regeringen Balkenende IV.